# Polisen i USA

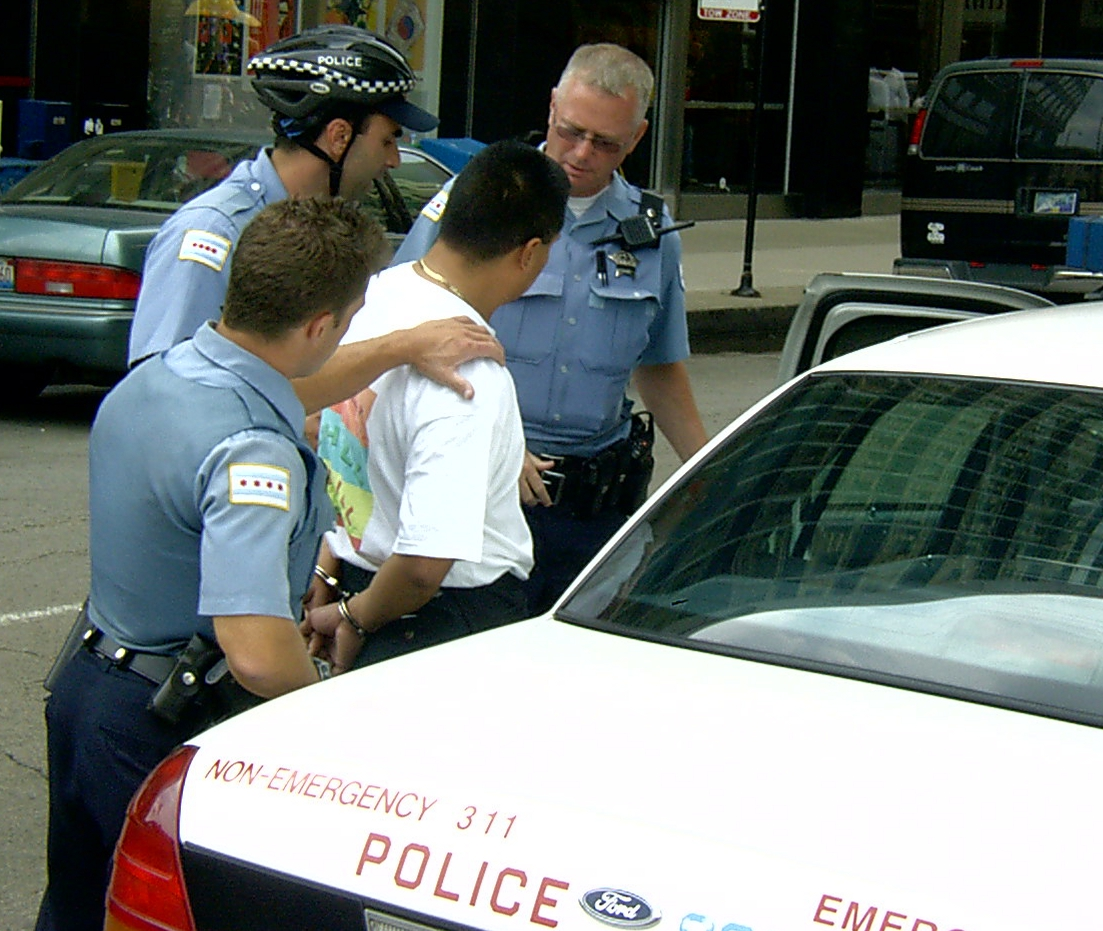
Polisen i Chicago griper en misstänkt.

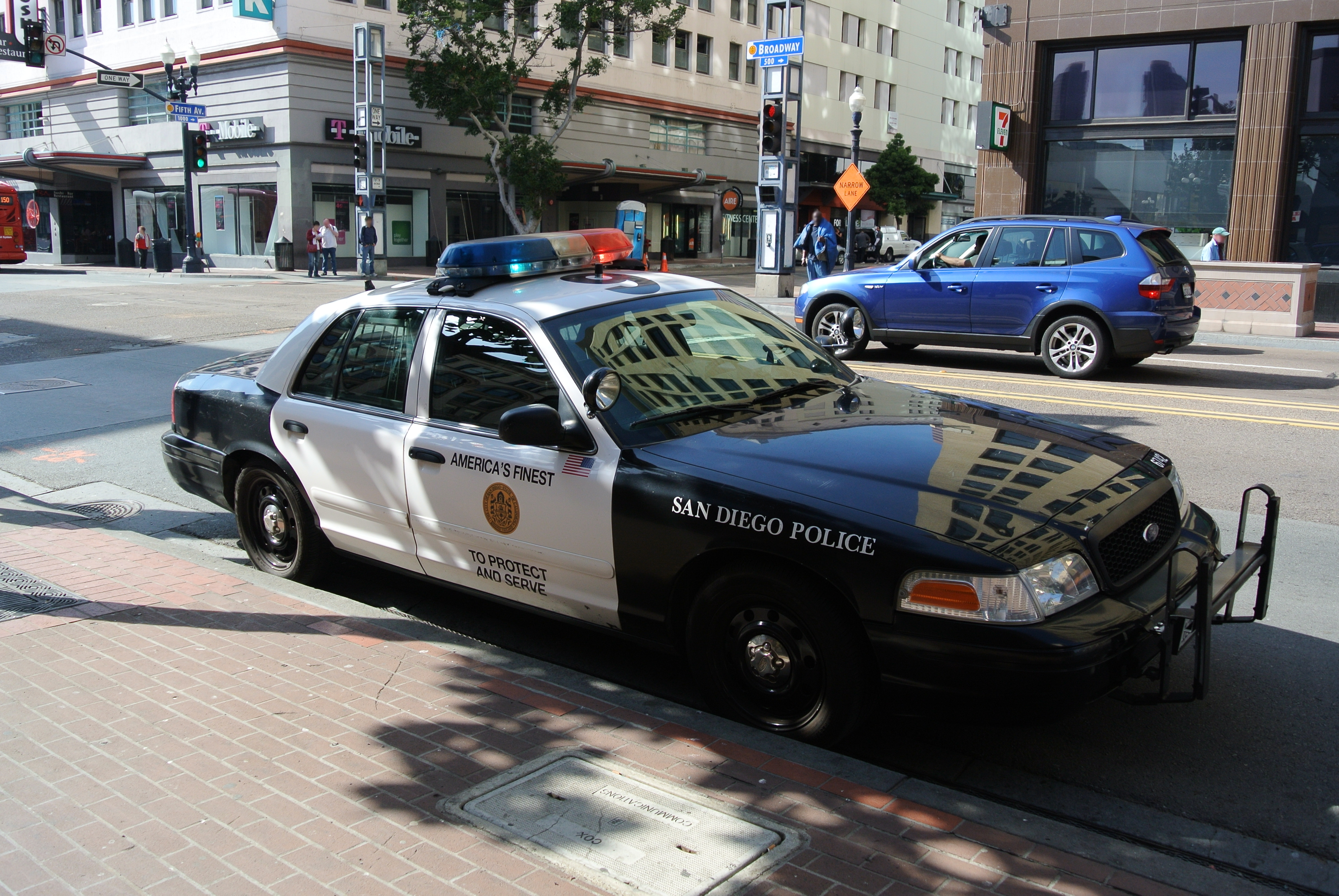
Polisbil av modell Ford Crown Victoria från San Diego Police Department.

Polisväsendet i USA återspeglar landets konstitution och ställning som en förbundsstat. I likhet med uppdelningen mellan federala domstolar och delstatliga domstolar samt mellan federala åklagare och delstatliga åklagare finns det även en uppdelning mellan polisorganisationer som härleder sin myndighetsutövning och rättsliga grund från den federala statsmakten (engelska: Federal government) respektive delstatsstyret (engelska: State government). 
Polismyndigheter tillhörande den federala statsmakten ansvarar för att bekämpa de federala brott som begås inom ramen för varje myndighets fastställda ansvarsområde. Det finns ungefär 65 olika federala polismyndigheter. Varje delstat lagstiftar om sin egen stats polisorganisation. Inom de flesta delstater finns det poliser på central delstatlig nivå (statspolis), countynivå och lokal nivå (kommunal polis). De allra flesta poliser i USA verkar inom den delstatliga jurisdiktionens område.
År 2024 fanns det ungefär 1 280 000 poliser i USA. Av dessa tillhörde ca 137 000 federala poliser de 65 olika federala polismyndigheterna, medan ca 1 143 000 poliser var anställda vid delstatliga och lokala polismyndigheter.

## Federal jurisdiktion

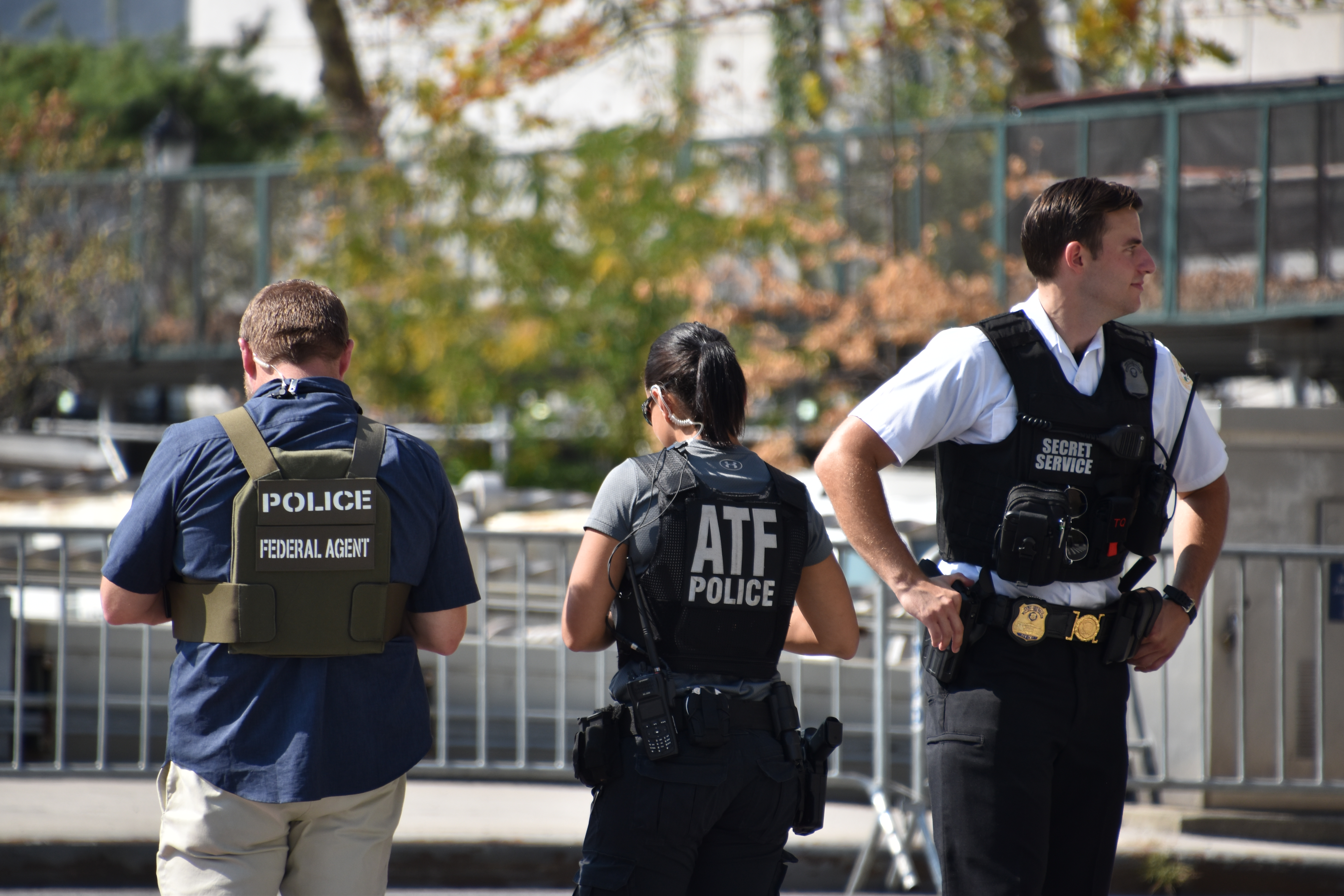
Federalt polisanställda vid DSS, ATF och United States Secret Service bevakar FN:s generalförsamlings öppningssession utanför Förenta nationernas högkvarter i New York, 23 september 2019.

* Förteckning över federala polismyndigheter i USA
Det fanns 137 000 federala poliser i USA år 2024. De viktigaste federala polismyndigheterna sorterar under justitiedepartementet och inrikessäkerhetsdepartement. Titeln specialagent (engelska: Special Agent) förekommer inom Federal Bureau of Investigation och flera andra federala brottsbekämpande myndigheter där utövaren har fullständiga polisiära befogenheter men inte bär uniform med gradbeteckningar.

### Justitiedepartmentet
- Federal Bureau of Investigation (FBI), federal polismyndighet med ett generellt ansvar för federala brottsutredningar i de fall annan specifik myndighet saknas. Deras jurisdiktion omfattar allvarliga brott som terrorism, spioneri, organiserad brottslighet, seriemord, kränkningar av medborgerliga rättigheter och korruption.[3] FBI driver även polisdatabaserna i National Crime Information Center (NCIC) som möjliggör informationsutbyte mellan samtliga polismyndigheter i USA.[3]
- Drug Enforcement Administration (DEA), den federala narkotikapolisen.
- U.S. Marshals Service (USMS), en federal polismyndighet med ansvar för person- och skalskyddet av federala domstolar samt verkställande av deras beslut, att finna och gripa efterlysta personer samt rymlingar från både federala och delstatliga fängelser.[4] De ansvarar även för transport av federala och delstatliga fångar (Justice Prisoner and Alien Transportation System), förverkande av federala brottslingars egendom och för det federala vittnesskyddsprogramet.[4] U.S. Marshals har funnits ända sedan 1789 och förekommer därför rikligt i Västern-genren.[4]
- Bureau of Alcohol, Tobacco, Firearms and Explosives (ATF), den federala alkohol-, tobaks-, vapen- och sprängämnespolisen.

### Inrikessäkerhetsdepartementet

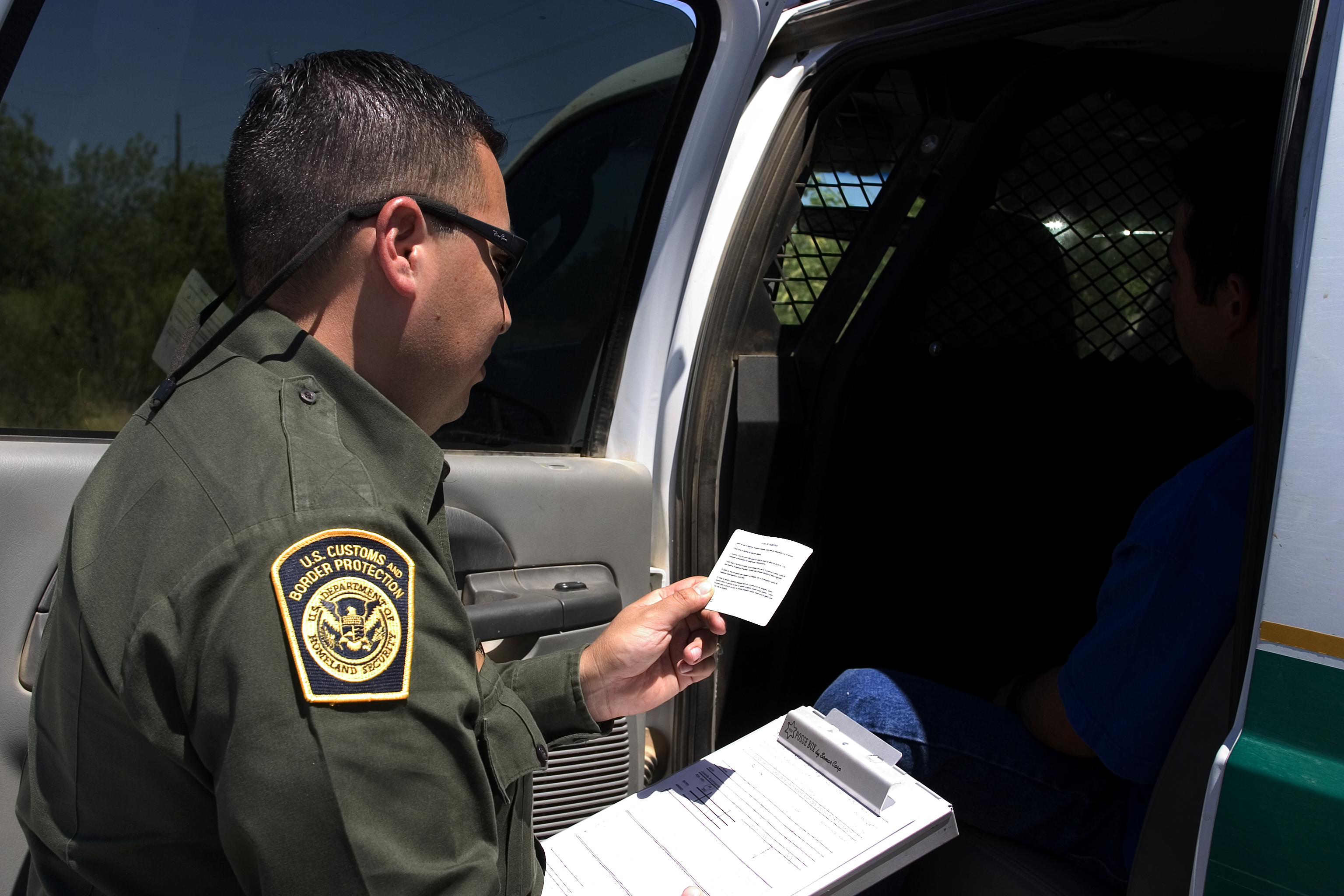
Polis vid United States Border Patrol läser upp Mirandavarningen till mexikansk medborgare misstänkt för narkotikasmuggling i närheten av gränsen till Mexiko.

- United States Customs and Border Protection (CBP), den amerikanska tull- och gränsbevakningen.[5]
  - United States Border Patrol (USBP), den amerikanska gränsbevakningen som bevakar landgränserna mot Kanada och Mexiko är en separat organiserad poliskår inom CBP.[5]
- United States Secret Service (USSS), federal polis med ansvar för personskyddet av presidenten och vicepresidenten samt bekämpar falskmynteri.
- Immigration and Customs Enforcement (ICE), den amerikanska migrations- och tullkriminalen.[6]
  - Federal Protective Service (FPS), ansvarar för ordning och säkerhet inom de myndigheter vars fastigheter förvaltas av den federala byggnadsstyrelsen, General Services Administration (GSA)[7], är en avdelning av ICE.[8]
- Transportation Security Administration (TSA), säkerhetskontroller på inrikesflyget.
  - Federal Air Marshal Service (FAMS), en federal polismyndighet som skyddar och upprätthåller ordningen ombord på kommersiella flygplan.

Den amerikanska kustbevakningen (U.S. Coast Guard) sorterar även under detta departement och har polisiära befogenheter, men räknas inte alltid som en renodlad polismyndighet då den är militärt organiserad och även har ansvar för sjöräddning.

### Övrig federal polis

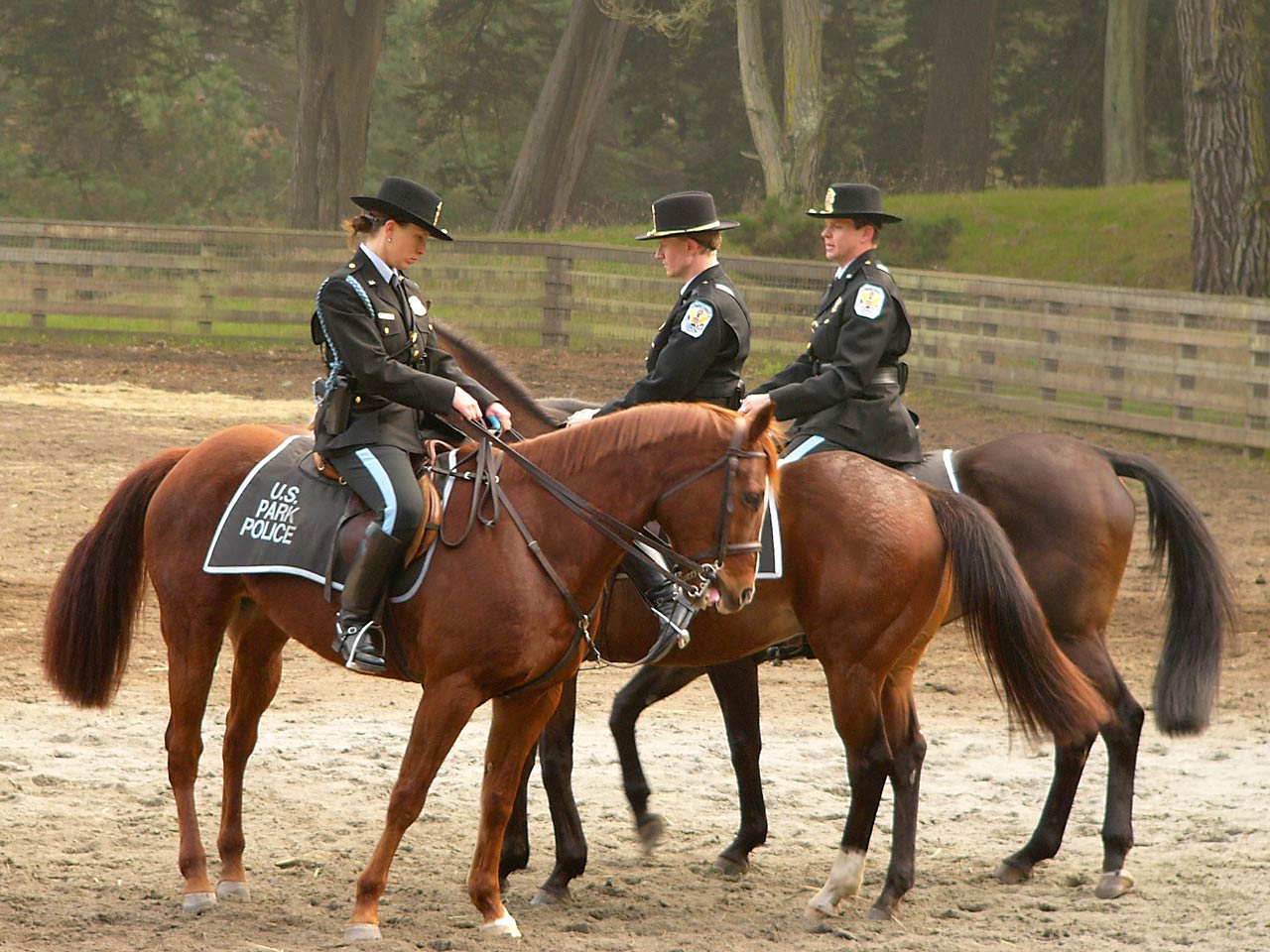
Ridande polis tillhörande United States Park Police.

- Då federala byggnader och anläggningar är federalt område, där den delstatliga och lokala polisen saknar befogenhet - eller har konkurrerande befogenheter med den delstatlig jurisdiktionen[9] -  har nästan alla federala förvaltningsmyndigheter, som inte använder sig av FPS:s tjänster (se ovan), egna poliskårer för att upprätthålla ordning och säkerhet. Som exempel kan nämnas United States Mint Police, det amerikanska myntverkets polis[10] och U.S. Postal Police, det amerikanska postverkets ordningspolis.[11]
- Många federala myndigheter har också egen kriminalpolis för att utreda brott som begås inom deras ansvarsområden. Som exempel kan nämnas U.S. Postal Inspection Service, det amerikanska postverkets kriminalpolis[11] och Social Security Administration, Office of the Inspector General, har en brottsbekämpande avdelning för att utreda socialförsäkringsbedrägerier.[12] Dessa kriminalpoliser är inga interna utredare bundna vid sina skrivbord, utan bär polisbricka och vapen och har fullständiga polisiära befogenheter, som att arrestera och förhöra misstänkta, gentemot både federala anställda och allmänheten.[13]
- Vissa federala myndigheter förvaltar enorma glesbygdsområden. Dessa myndigheter har då poliskårer både för att upprätthålla ordning och säkerhet och för att utreda brott. Som exempel kan nämnas U.S. Forest Service Law Enforcement, det federala domänverkets polis[14], Bureau of Land Management, Office of Law Enforcement and Security, det federala fastighetsverkets polis[15] och United States Park Police, nationalparkspolisen[16].
- USA:s försvarsdepartement har ett stort antal civila poliskårer för att upprätthålla ordning och säkerhet inom de baser och arsenaler som är federalt område. Som exempel kan nämnas Pentagon Force Protection Agency, Rock Island Arsenal Law Enforcement and Security Directorate[17] och Fort Monmouth Police Department.[18] En annan uppgift är att upprätthålla den särskilda disciplin och strafflagstiftning som omfattar militär personal i federal tjänst, Uniform Code of Military Justice (UCMJ). Varje militärdepartement har föutom en uniformerad militärpolis (Army Military Police Corps, United States Air Force Security Forces) också egna kriminalpolisenheter med fullständiga polisiära befogenheter: United States Air Force Office of Special Investigations (AFOSI), Army Criminal Investigation Command (CID) samt Naval Criminal Investigative Service (NCIS).
- USA:s utrikesdepartement har Diplomatic Security Service (DSS) som ger livvaktsskydd åt utrikesministern och FN-ambassadören, utreder förfalskade pass och visum, samt ansvarar för säkerheten på amerikanska beskickningar runt om i världen.
- Både USA:s kongress och USA:s högsta domstol har av konstitutionella skäl egna poliskårer, United States Capitol Police [19] respektive Supreme Court of the United States Police.[20]

## Delstatlig jurisdiktion

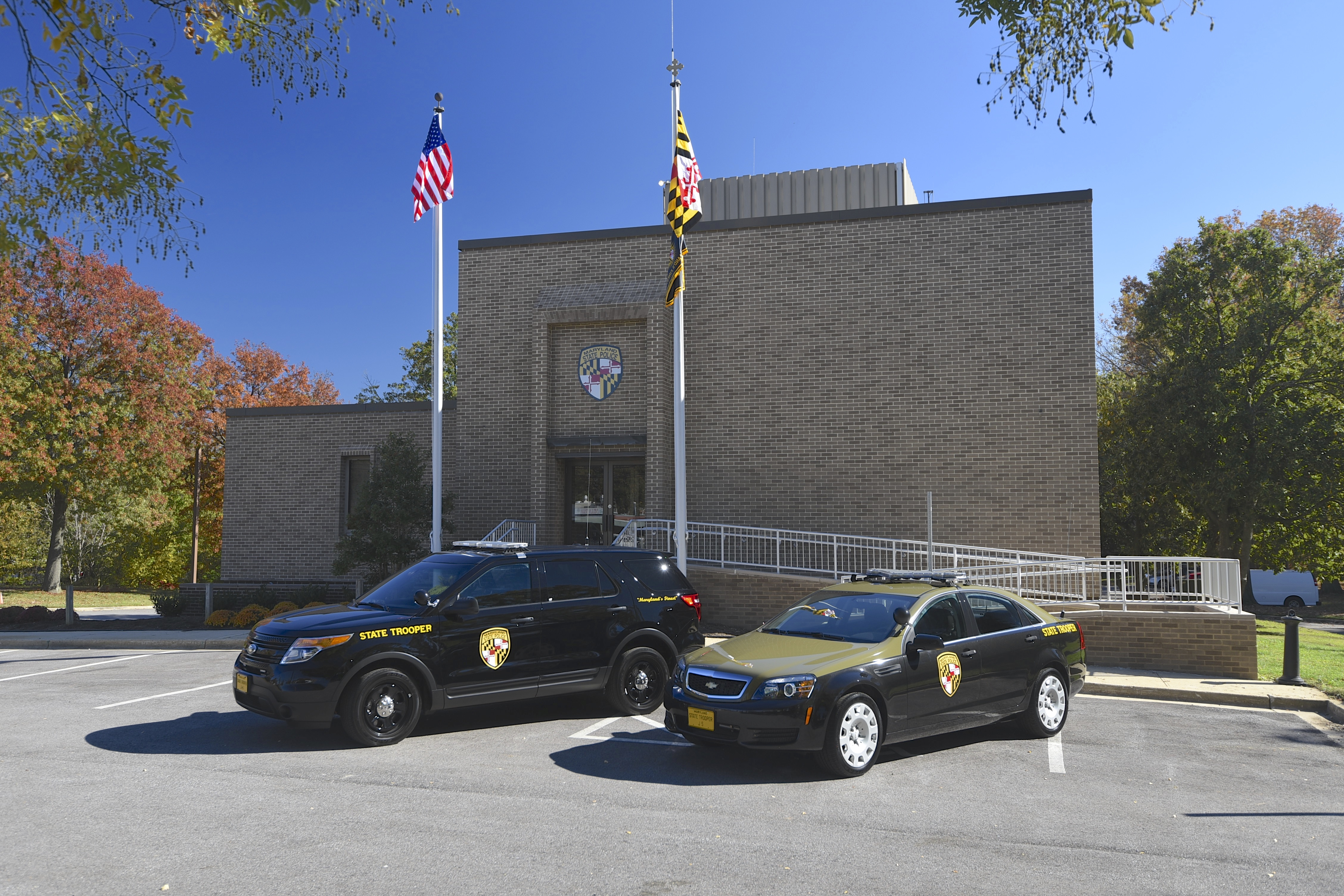
Polisstation och polisbilar tillhörande Maryland State Police i Annapolis.

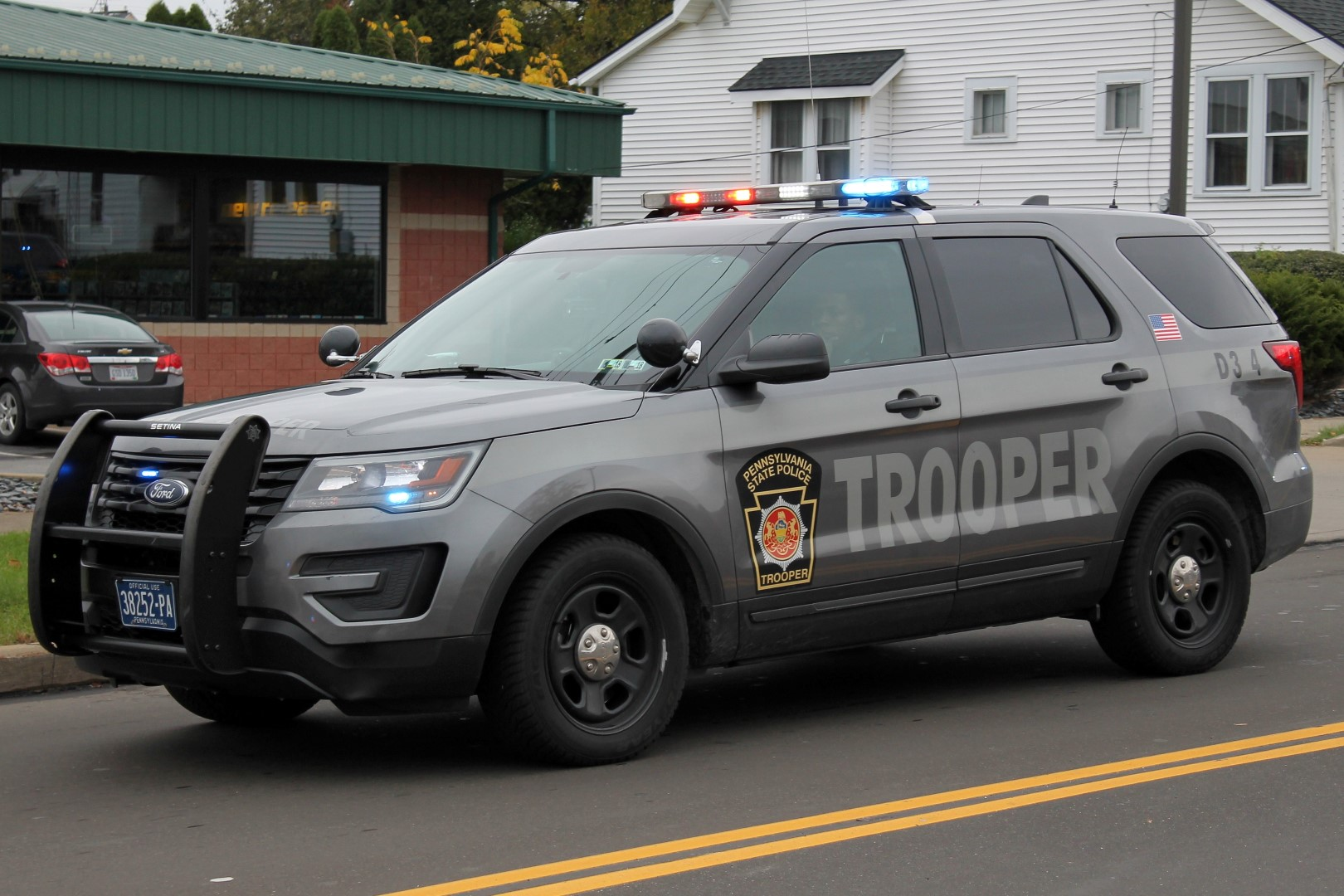
Fordon från Pennsylvania State Police utanför Youngstown.

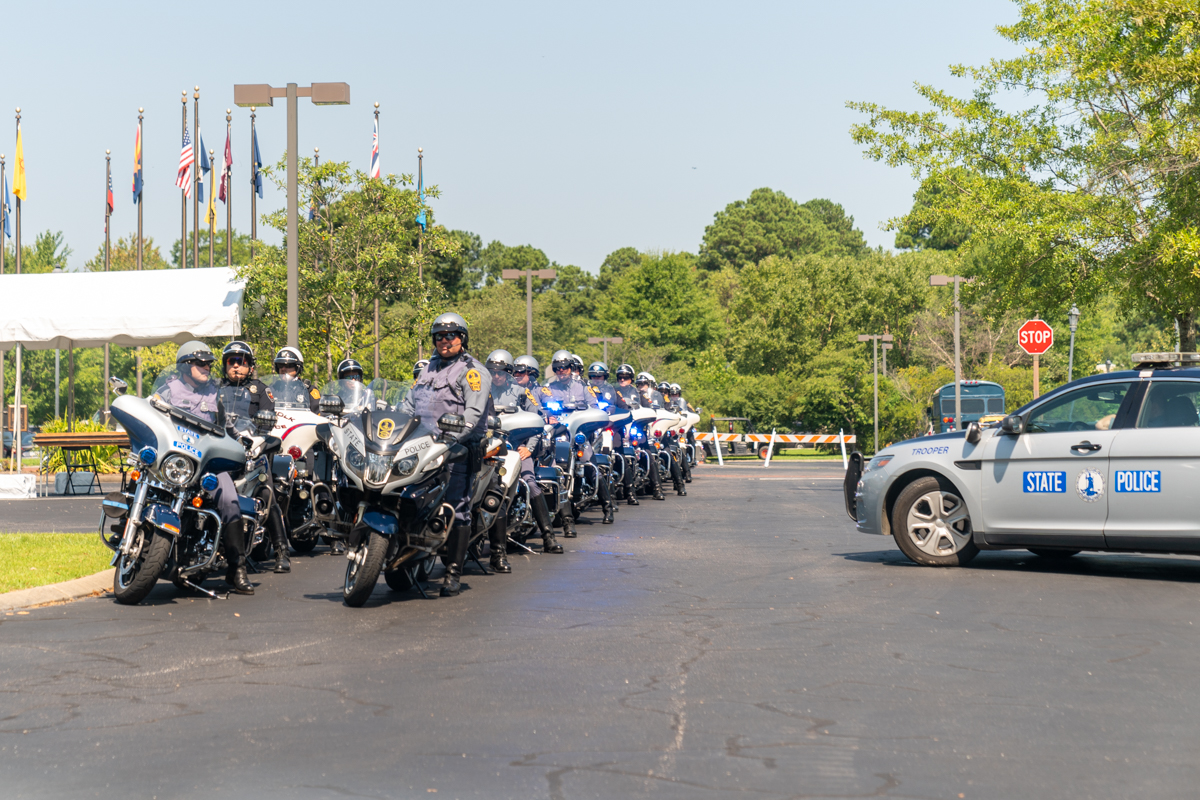
Motorcyklar och patrullfordon från Virginia State Police i Jamestown.

Huvuddelen av alla poliser i USA härleder sina polisiära befogenheter från delstatlig lagstiftning, oavsett om de ingår i delstatens förvaltningsorganisation, countyts förvaltningsorganisation, eller i den stadskommunala förvaltningen.
En polisman är i gängse amerikansk rätt att beteckna som en Peace Officer: varje delstat har i sin egen lagstiftning en legaldefinition, liksom en katalog över vilka myndighetsföreträdare som inkluderas i begreppet samt deras laga befogenheter. Poliser inom en delstat har i grunden samma polisiära befogenheter inom samma delstat, oavsett vilken polismyndighet de tjänstgör vid.
Den exakta titeln beror på vilken myndighet som polismannen är anställd hos. Exempelvis blir vederbörande Trooper hos en State Police/Highway Patrol, deputy till en Sheriff, police officer vid en stadspolis eller ranger/warden vid Park Police. 
I fiktion framställs ibland poliser som strikt begränsade till sin jurisdiktion, något som har en historisk bakgrund. Under 1900-talet har frågan om biljakter över delstatsgränser avgjorts i rättsfall i USA:s högsta domstol som innebär att en person på flykt i trängande fall (hot pursuit) och som korsar en delstatsgräns med bil, kan fortfarande efterföljs av samma poliser från föregående delstat; även om primär jurisdiktion och formellt ansvar övergår vid delstatsgränsen, liksom beroende på vilken policy som finns hos respektive poliskår.

### Delstatspolis

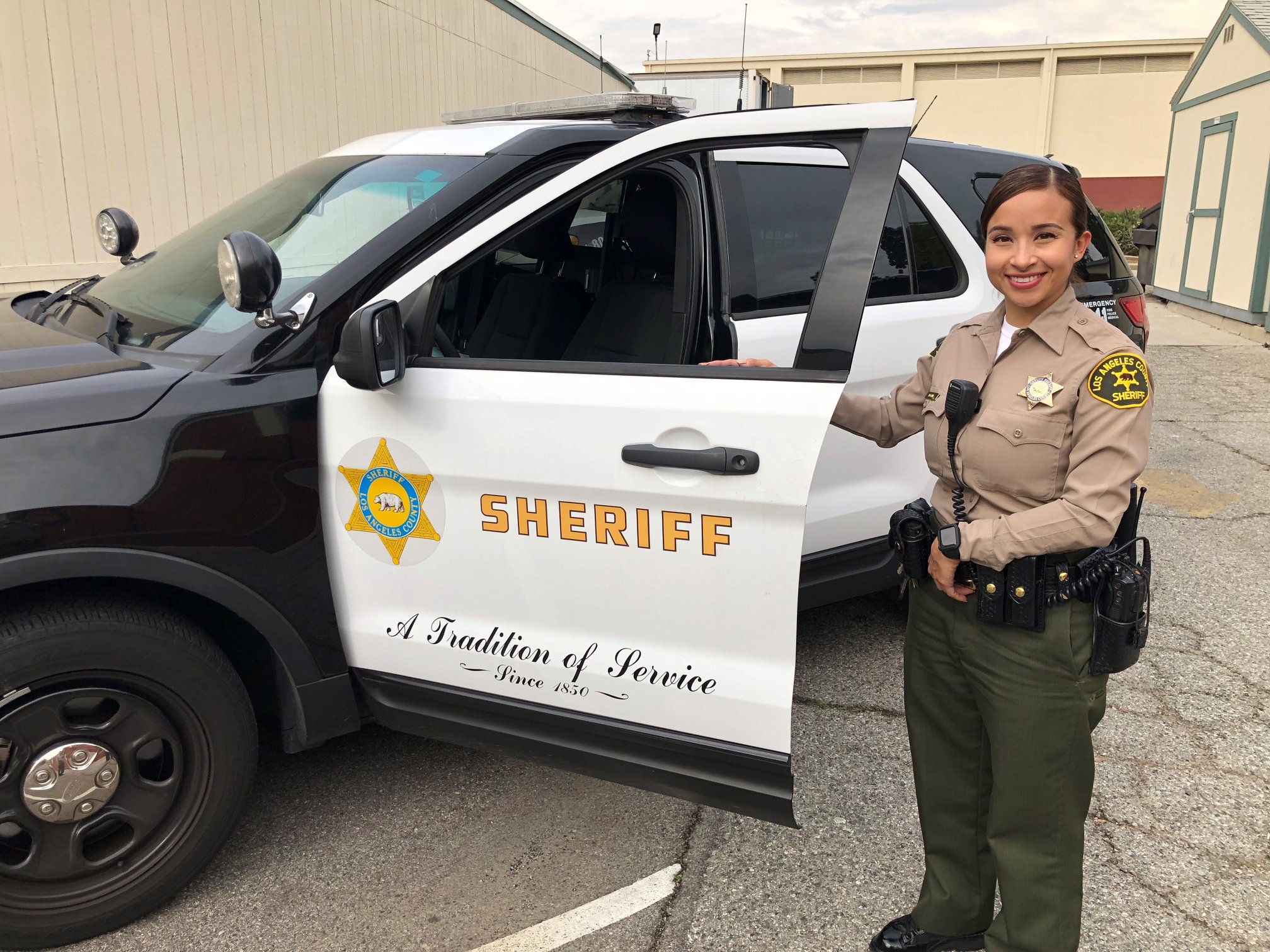
Polis med tjänstefordon från Los Angeles County Sheriff's Department.

Delstatspolis är poliskårer med delstatsövergripande befogenheter som direkt ingår i delstatens förvaltningsorganisation. 
Delstatspolisen har i allmänhet uppgifter som ligger utanför polisen på county eller stadskommunal nivå, som till exempel trafikövervakning på större vägar, ordning och säkerhet för den lagstiftande församlingen, personskydd för guvernören och andra ledande befattningshavare i delstatsstyret, utbildning av personal från mindre polismyndigheter utan egen polisutbildning och kriminaltekniskt biträde till andra polismyndigheter, men de har även överlappande befogenheter med den kommunala polisen och stadspoliserna.
I tjugotre delstater kallas den delstatliga huvudpolismyndigheten för State Police. Huvudpolismyndigheten har då ett allmänt ansvar för att upprätthålla ordning och säkerhet inom delstaten. Bland dessa delstater finns Pennsylvania, Louisiana, New Jersey, Indiana, New Mexico, New York, Illinois, Maryland, Michigan, Virginia, Iowa, Connecticut, Massachusetts, Kentucky och West Virginia. I andra delstater har de delstatliga huvudpolismyndigheterna begränsade uppgifter och kallas Highway Patrol (exempelvis California Highway Patrol) eller State Bureau of Investigation (statskriminalpolis). Det finns delstatliga huvudpolismyndigheter i alla delstater utom Hawaii.
Det fanns 58 190 delstatliga poliser i 49 huvudpolismyndigheter år 2004. Vid sidan av de delstatliga huvudpolismyndigheterna finns det ett otal andra delstatspolismyndigheter med begränsade befogenheter, som jakt- och fiskepolis, sjöpolis, universitetspolis etc. Statistiskt räknas dessa till övrig polis.

### Polis på countynivå

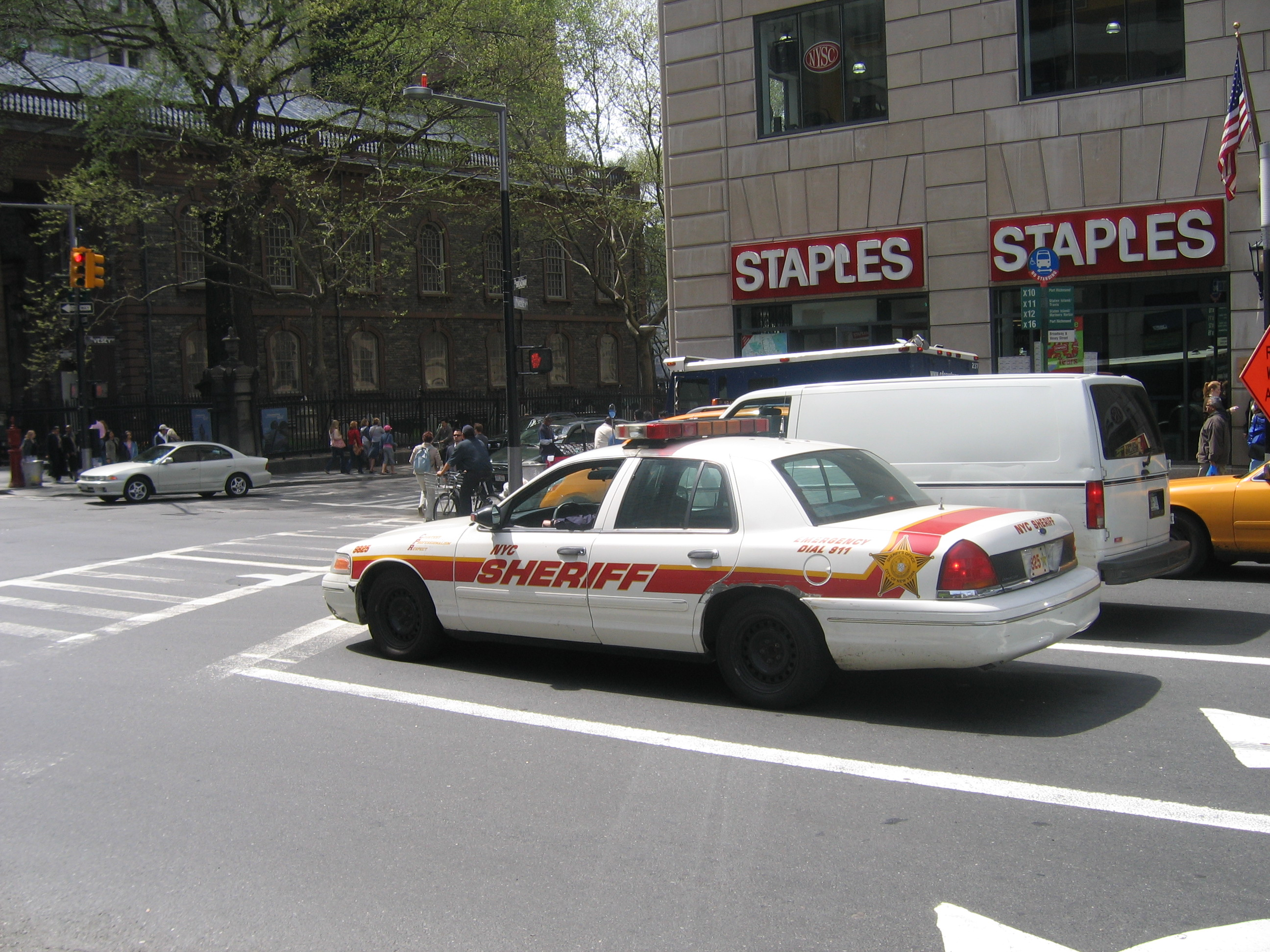
Tjänstefordon från New York City Sheriff's Office.

Countyts storlek har betydelse för hur polisorganisationen ser ut. Los Angeles County, med 9 miljoner invånare, har naturligtvis en mer komplicerad polisiär struktur än Gunnison County i Colorado, med 14 000 invånare. Det fanns 175 000 poliser på countynivå i 3 067 polismyndigheter år 2004.
Sheriff
Den vanligaste organisationsformen för amerikansk polis på countynivå är, att en i allmänna politiska val tillsatt sheriff är chef för polismyndigheten. Varje delstat lagstiftar själv om sheriffens befogenheter, utifrån den federala konstitutionens yttre ramar. Beroende på delstat kan dessa befogenheter kan vara av olika omfattning. 
- Sheriffen har omfattande befogenheter. Sheriffmyndigheten är en polismyndighet med fullständigt polisiärt ansvar inom kommunen. Sheriffen är dessutom föreståndare för de kommunala häkten, där personer fängslas i väntan på rättegång eller avtjänar kortare fängelsestraff, samt för att transportera fångar. Sheriffen är därtill styresman för tingshuset och ansvarar för ordning och säkerhet vid rättegångar samt delgivning av stämningar och åtal. Sheriffen är för övrigt chef för det lokala utsökningsväsendet (motsvarigheten till en svensk kronofogde) och ansvarar för indrivning och exekutiva auktioner. Utsökningsuppgifterna kan dock i vissa jurisdiktioner utföras av andra ämbetsmän kallade marshal eller constable.
- Sheriffen har begränsade polisiära befogenheter. Vid sidan om sina uppgifter som häktesföreståndare, styresman för tingshuset och ansvarig för utsökningsväsendet, ansvarar sheriffen för ordnings- och utredningsverksamhet inom kommunen.
- Sheriffen har inga egentliga polisiära befogenheter, utan är enbart häktesföreståndare, styresman för tingshuset och ansvarig för utsökningsväsendet.

Countypoliskår
En ovanligare organisationsform för amerikansk polis på countynivå, är att ha en särskild countypolis, som är oberoende av sheriffen. Chefen för countypolisen är då en politiskt oberoende tjänsteman. En poliskår på countynivå kan ha olika befogenheter:
- Countypoliskår med fullständiga befogenheter. Countypolisen är polismyndighet med fullständigt polisiärt ansvar inklusive ordnings- och kriminalpolis oberoende av kommunala gränser. Dessa förekommer huvudsakligen endast i urbana områden i de nordöstra delstaterna.
- Countypoliskår med begränsade befogenheter. Countypolisen ansvarar för viss polisiär ordnings- och utredningsverksamhet inom avgränsade områden, som till exempel enbart inom countyts glesbygdsområden.
- Countypoliskår med inskränkta befogenheter. Countypolisen är ordningspolis med sitt verksamhetsområde inskränkt till av countyt administrerade parker och anläggningar. Kan ibland också ansvara för trafikövervakning på vissa vägar.

### Lokal polis

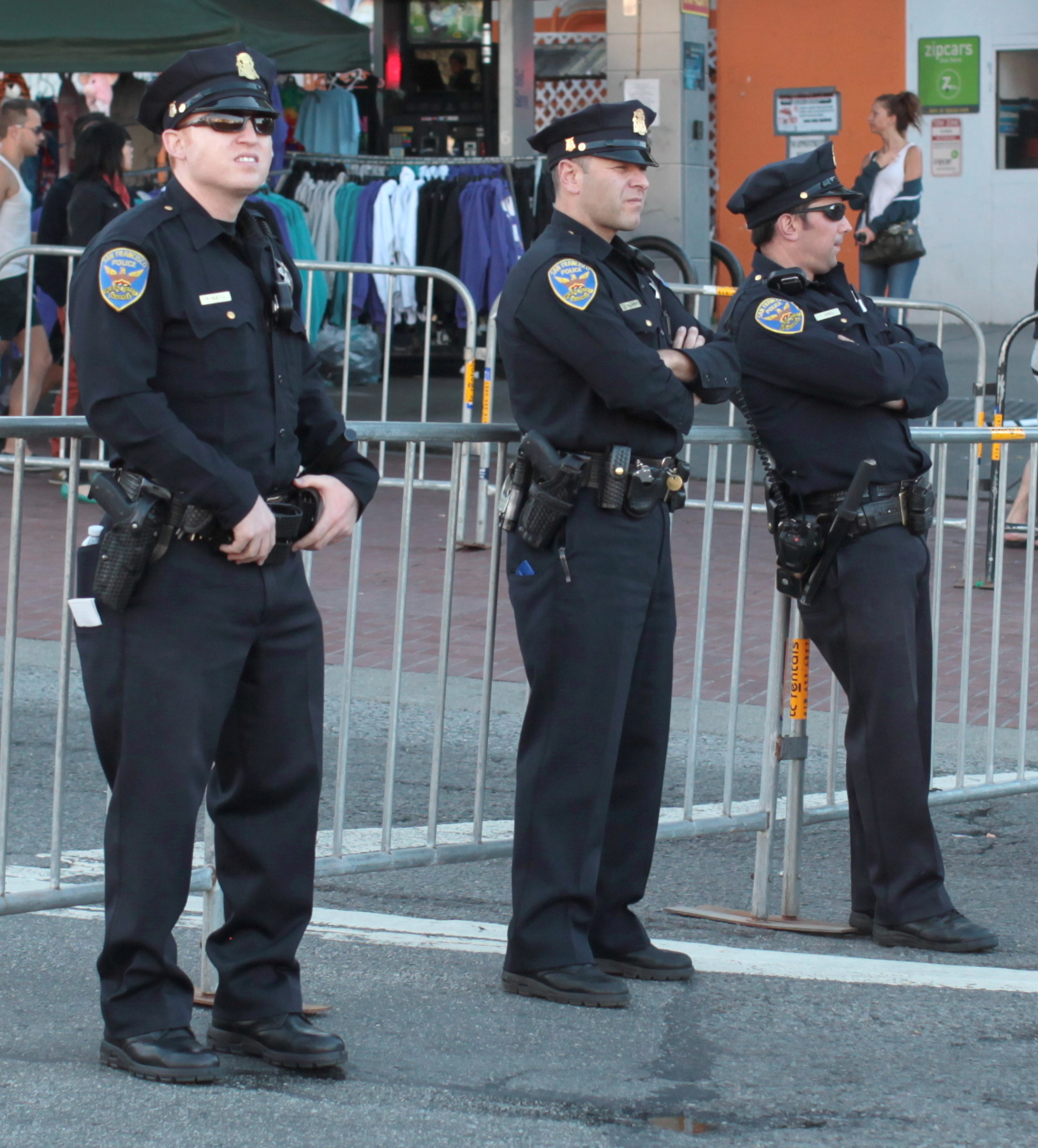
3 polismän från San Francisco Police Department, den lokala polisen med ansvar för allmän ordning och säkerhet i San Francisco.

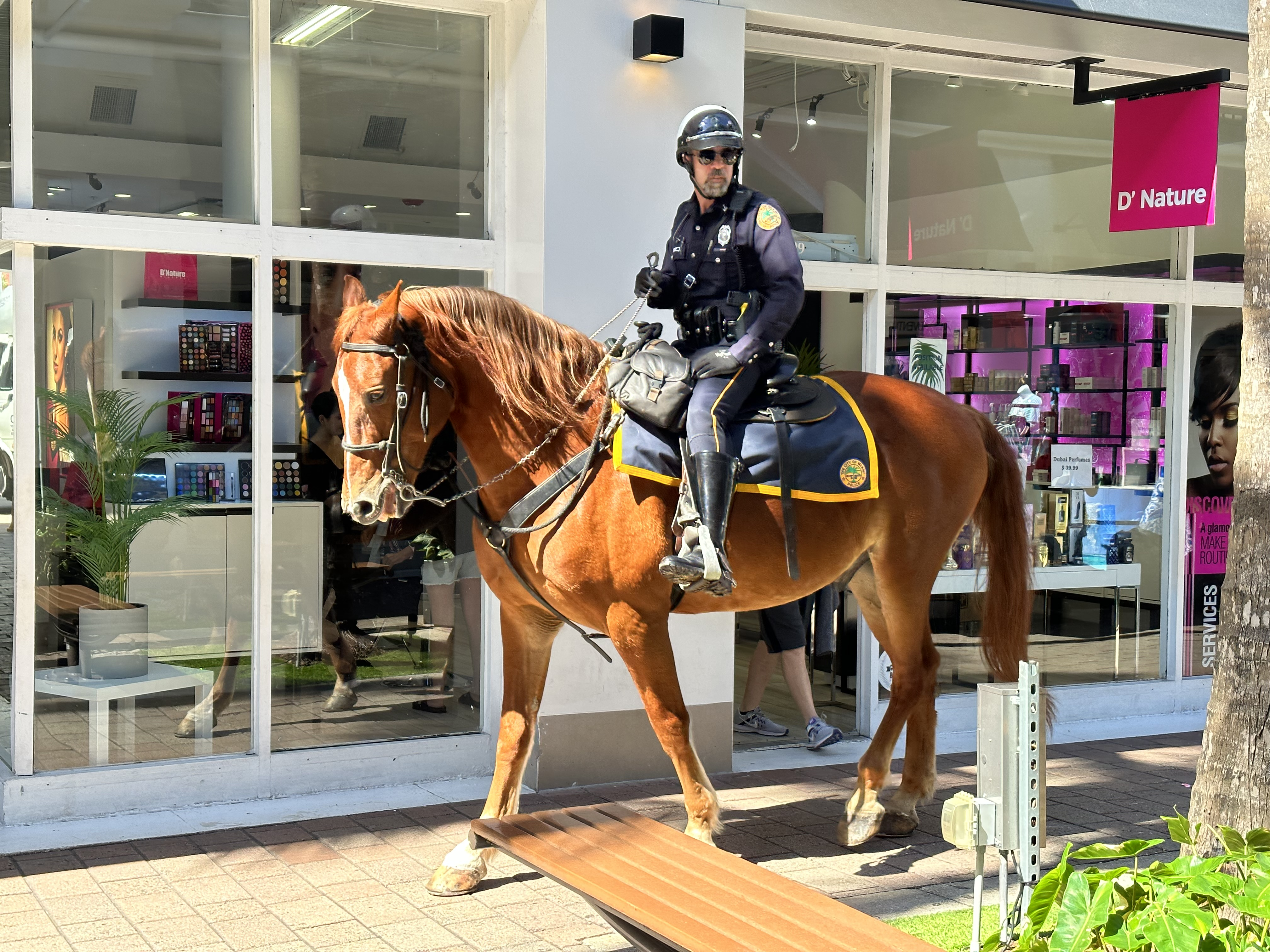
Ridande polis från Miami Police Department.

Åtta av tio amerikaner bor i städer och för dem är den lokala polisen den viktigaste polismyndigheten. Det är vanligen den lokala polisen som rycker ut efter 911 samtal till gemene person som drabbats av brott. 
Det fanns 445 000 lokala polismän i 12 766 lokala polismyndigheter i USA år 2000. Den lokala polisen ingår som en förvaltningsavdelning i den vanliga stadskommunala förvaltningen. De lokala poliskårerna är, oberoende av storlek, ytterst ansvarig inför en folkvald borgmästare. I praktiken kan organisationen variera mycket mellan en lokal poliskår för liten stad och poliskåren för en storstad. Exempelvis har staden New Yorks lokala poliskår, New York City Police Department (NYPD), över 44 000 polismän anställda. 
Poliskårerna i storstäder har ofta en politiskt utnämnd civil chef med polisiära befogenheter (engelska: Police Commissioner), ett slags borgarråd/kommunalråd för polisen, såsom är fallet i New York.
Alternativt så kan en kollektiv styrelse (engelska: Police Commission) utöva tillsyn och myndighet över den lokala polisen, såsom är fallet för polisen i Los Angeles och San Francisco.
Under den politiskt tillsatta ledningen finns i regel en erfaren yrkespolis som polischef, som varierande från poliskår till poliskår, kan ha titeln Chief of Police eller Chief of Department.

### Övrig polis

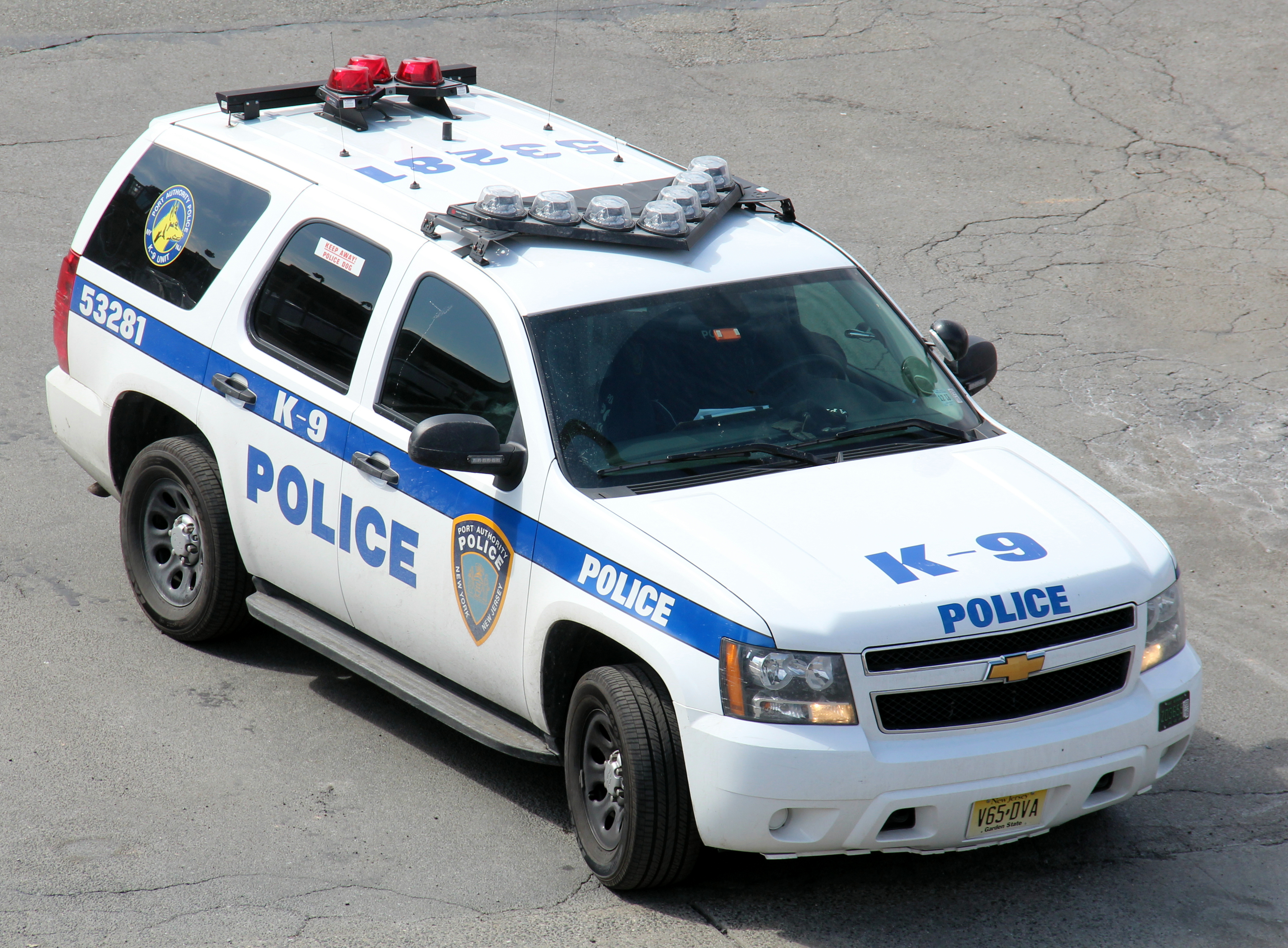
Fordon av typ Chevrolet Tahoe för hundförare från Port Authority of New York and New Jersey Police Department.

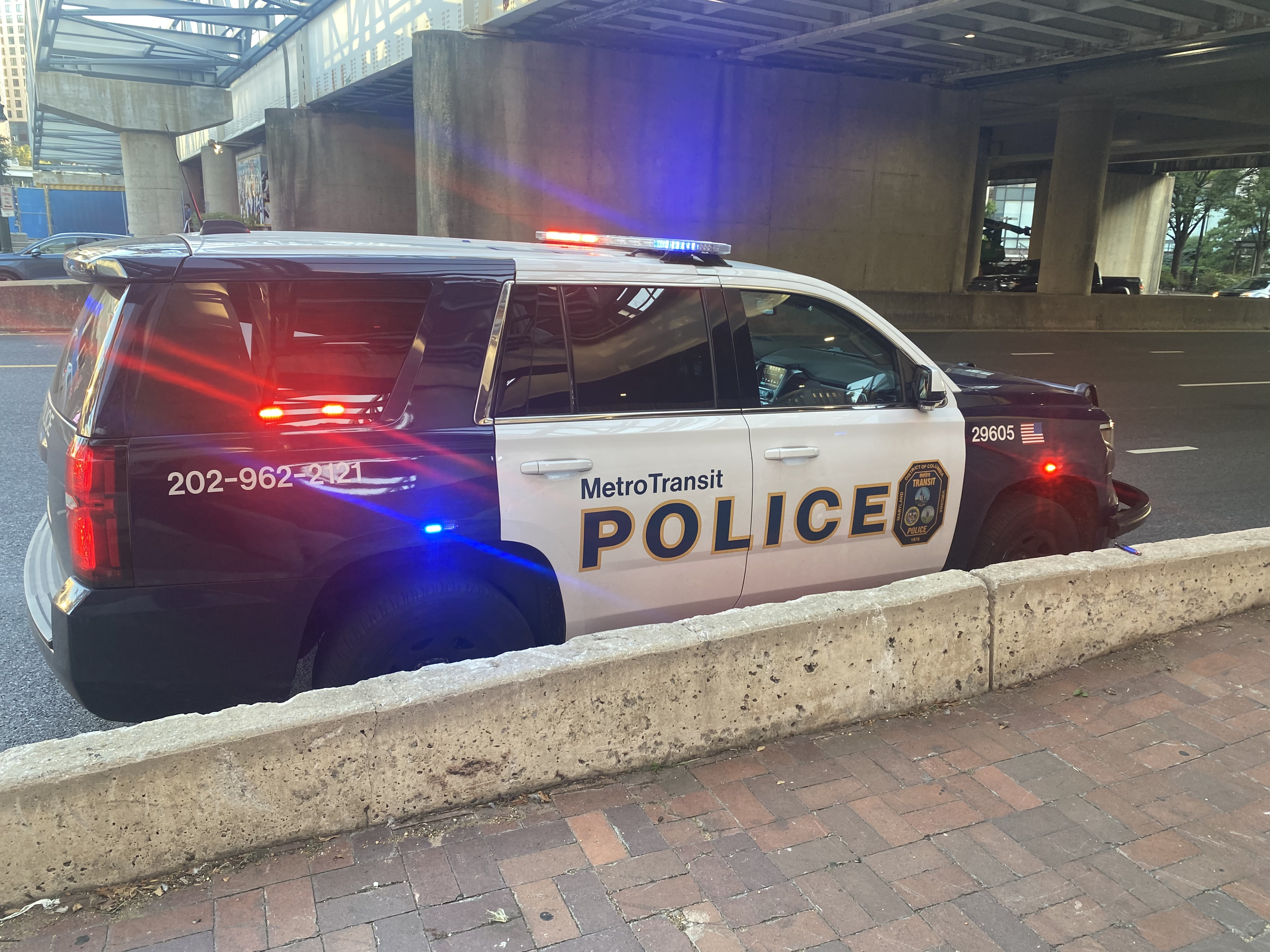
Polisbil från Metro Transit Police Department som ansvarar för ordning och säkerhet i Washingtons tunnelbana.

Till övrig polis med speciell jurisdiktion räknas särskilda poliskårer för universitet, kollektivtrafik, flygplatser, parker med mera, som utgör egna polismyndigheter. Det fanns i hela USA, under år 2004, 49 000 poliser i 1 481 polismyndigheter med speciell jurisdiktion.
I Texas och i vissa andra delstater har constables och marshals (se ovan) vid sidan av sitt ansvar för utsökningsväsendet, även chefskap över en lokal polismyndighet som organisatoriskt ligger mellan county och kommunal nivå. Det fanns 2 300 poliser i 513 sådana polismyndigheter år 2004.

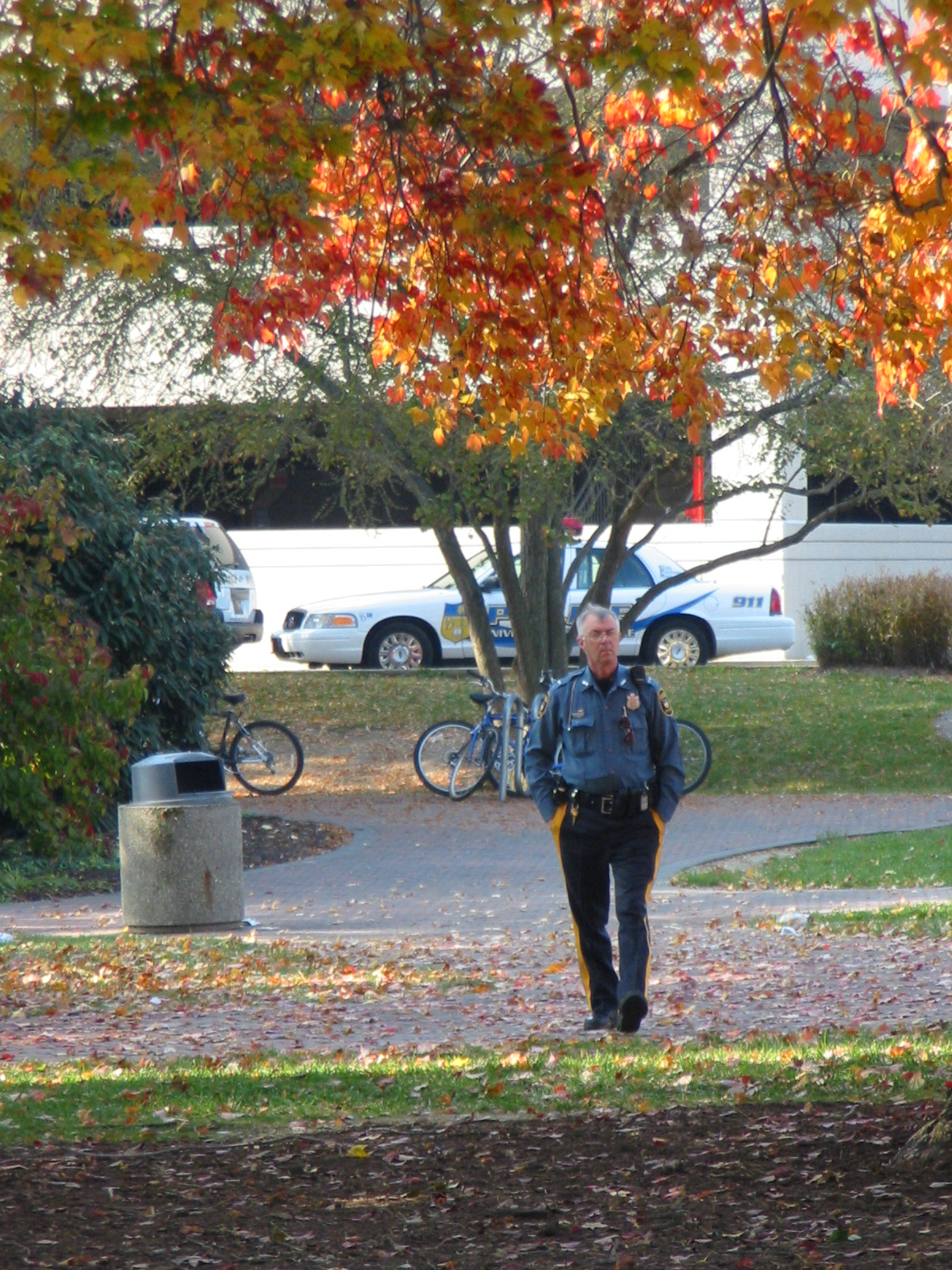
Polisman vid University of Delaware Police Department.

### Delstatliga och lokala poliskårer efter antal polisanställda
Nedan följer en tabell över de femtio största delstatliga eller lokala poliskårerna i USA, mätt i antalet heltidsanställd personal med polisiära befogenheter, under 2008.
| Namn                                                        | Delstat              | Antal polisanställda på heltid | Not    |
| ----------------------------------------------------------- | -------------------- | ------------------------------ | ------ |
| New York City Police Department                             | New York             | 36 023                         | [ 28 ] |
| Chicago Police Department                                   | Illinois             | 13 354                         | [ 28 ] |
| Los Angeles Police Department                               | Kalifornien          | 9 727                          | [ 28 ] |
| Los Angeles County Sheriff's Department                     | Kalifornien          | 9 461                          | [ 28 ] |
| California Highway Patrol                                   | Kalifornien          | 7 202                          | [ 28 ] |
| Philadelphia Police Department                              | Pennsylvania         | 6 624                          | [ 28 ] |
| Cook County Sheriff's Office                                | Illinois             | 5 655                          | [ 28 ] |
| Houston Police Department                                   | Texas                | 5 053                          | [ 28 ] |
| New York State Police                                       | New York             | 4 847                          | [ 28 ] |
| Pennsylvania State Police                                   | Pennsylvania         | 4 458                          | [ 28 ] |
| Metropolitan Police Department of the District of Columbia  | District of Columbia | 3 742                          | [ 28 ] |
| Texas Department of Public Safety                           | Texas                | 3 529                          | [ 28 ] |
| Dallas Police Department                                    | Texas                | 3 389                          | [ 28 ] |
| Phoenix Police Department                                   | Arizona              | 3 388                          | [ 28 ] |
| Miami-Dade Police Department                                | Florida              | 3 093                          | [ 28 ] |
| New Jersey State Police                                     | New Jersey           | 3 053                          | [ 28 ] |
| Baltimore Police Department                                 | Maryland             | 2 990                          | [ 28 ] |
| Las Vegas Metropolitan Police Department                    | Nevada               | 2 942                          | [ 28 ] |
| Nassau County Police Department                             | New York             | 2 732                          | [ 28 ] |
| Suffolk County Police Department                            | New York             | 2 622                          | [ 28 ] |
| Harris County Sheriff's Office                              | Texas                | 2 558                          | [ 28 ] |
| Massachusetts State Police                                  | Massachusetts        | 2 310                          | [ 28 ] |
| Detroit Police Department                                   | Michigan             | 2 250                          | [ 28 ] |
| Boston Police Department                                    | Massachusetts        | 2 181                          | [ 28 ] |
| Riverside County Sheriff's Department                       | Kalifornien          | 2 147                          | [ 28 ] |
| Illinois State Police                                       | Illinois             | 2 105                          | [ 28 ] |
| San Antonio Police Department                               | Texas                | 2 020                          | [ 28 ] |
| Milwaukee Police Department                                 | Wisconsin            | 1 987                          | [ 28 ] |
| San Diego Police Department                                 | Kalifornien          | 1 951                          | [ 28 ] |
| San Francisco Police Department                             | Kalifornien          | 1 940                          | [ 28 ] |
| Honolulu Police Department                                  | Hawaii               | 1 934                          | [ 28 ] |
| Baltimore County Police Department                          | Maryland             | 1 910                          | [ 28 ] |
| Columbus Division of Police                                 | Ohio                 | 1 886                          | [ 28 ] |
| Virginia State Police                                       | Virginia             | 1 873                          | [ 28 ] |
| North Carolina State Highway Patrol                         | North Carolina       | 1 827                          | [ 28 ] |
| San Bernardino County Sheriff's Department                  | Kalifornien          | 1 797                          | [ 28 ] |
| Orange County Sheriff's Department                          | Kalifornien          | 1 794                          | [ 28 ] |
| Michigan State Police                                       | Michigan             | 1 732                          | [ 28 ] |
| Atlanta Police Department                                   | Georgia              | 1 719                          | [ 28 ] |
| Charlotte-Mecklenburg Police Department                     | North Carolina       | 1 672                          | [ 28 ] |
| Port Authority of New York and New Jersey Police Department | NY & NJ              | 1 667                          | [ 28 ] |
| Jacksonville Sheriff's Office                               | Florida              | 1 662                          | [ 28 ] |
| Broward County Sheriff's Office                             | Florida              | 1 624                          | [ 28 ] |
| Cleveland Division of Police                                | Ohio                 | 1 616                          | [ 28 ] |
| Florida Highway Patrol                                      | Florida              | 1 606                          | [ 28 ] |
| Indianapolis Metropolitan Police Department                 | Indiana              | 1 582                          | [ 28 ] |
| Prince George's County Police Department                    | Maryland             | 1 578                          | [ 28 ] |
| Ohio State Highway Patrol                                   | Ohio                 | 1 560                          | [ 28 ] |
| Memphis Police Department                                   | Tennessee            | 1 549                          | [ 28 ] |
| Denver Police Department                                    | Colorado             | 1 525                          | [ 28 ] |

## Indianpolis
Polisverksamheten på indianreservaten är ett komplicerat nätverk av överlappande befogenheter. Brottets svårighetsgrad, förövarens ras och var brottet har begåtts bestämmer vilken polismyndighet eller vilka polismyndigheter, på federal, delstatlig, lokal, eller indiansk nivå, som har befogenhet att ingripa. Huvudregeln är att brott begångna av icke-indianer mot indianer på ett reservat faller under federal jurisdiktion, grova brott av en indian mot en annan indian på ett reservat är också ett federalt brott, medan mindre grova brott av en indian mot en annan indian på ett reservat faller under indiansk jurisdiktion och brott begångna av icke-indianer mot icke-indianer på ett reservat faller under delstatlig jurisdiktion.
- Indiannationernas egen polis kan bara ingripa mot indianer och utreda brott som indianer har begått mot indiansk lagstiftning.[31] Dessa befogenheter omfattar bara sådana indianer som tillhör den stam eller nation som bor på reservatet. Indianer från andra nationer som vistas på reservatet är inte underkastad denna jurisdiktion[32] Det fanns 2 303 poliser i 171 indianska polismyndigheter år 2000.[33] Som exempel kan nämnas Oneida Indian Nation Police[34], i delstaten New York och Umatilla Tribal Police Department[35] i delstaten Oregon.
- Indianbyrån (BIA) handhar den grundläggande polisverksamheten på reservaten och har tillsammans med FBI huvudansvaret för att utreda federala brott begångna på dessa.[36] Ordningspolisen lyder under indianagenten på varje reservat, medan brottsutredningr genomförs av kriminalpoliser tillhöriga BIA:s Office of Law Enforcement Services.[37]
- FBI utreder, genom sin Indian Country Unit, framförallt mord, övergrepp mot barn, grov misshandel, narkotika- och gängrelaterade brott, korruption och bedrägeri mot federala eller indianska myndigheter, brott mot spellagstiftningen samt egendomsbrott.[38]
- Andra federala polismyndigheter, som DEA och ATF med flera, utreder även federala brott begångna på indianreservaten.[36]
- Alaska, Kalifornien, Minnesota, Nebraska, Oregon och Wisconsin har genom kongresslagstiftning, med undantag för vissa reservat, fått jurisdiktion över brott som begås av indianer på indianreservaten inom dessa delstaters områden.[32]